# تکامل معنوی
تکامل معنوی (به انگلیسی: Spiritual evolution)، که تکامل عالی (بالاتر) نیز نامیده می‌شود، این ایده که ذهن یا روح، در قیاس با تکامل زیست‌شناختی، در مجموع از شکل ساده‌ای که تحت سلطه طبیعت است، به شکلی بالاتر و تحت سلطه روحی یا الهی تکامل می‌یابد. از تکامل «پایین‌تر» یا زیست‌شناختی متمایز می‌شود و تصور می‌شود که توسط موجودات روشن‌بینی که در گذشته به این مرحله پیشرفته تکامل یافته‌اند، پیش‌نمایش داده می‌شود.

## تعریف
یک اصطلاح جایگزین «تکامل عالی» است.  به گفته پیاسیلو،
— واژۀ 'بالاتر' در اینجا به ذهن اشاره دارد  که پایه تکامل معنوی است.در عوض، «تکامل بالاتر»، زیست‌شناختی (یا داروینی) تکاملی است است که «تکامل پایین‌تر» شتاخته می‌شود.
مفهوم تکامل معنوی، بر خلاف تکامل زیست‌شناختی، غایت‌شناختی است.